# ヘンリー・デイヴィッド・ソロー
ヘンリー・デイヴィッド・ソロー（Henry David Thoreau、1817年7月12日 - 1862年5月6日）は、アメリカ合衆国の作家・思想家・詩人・博物学者。

## 来歴・人物
マサチューセッツ州コンコード市出身。ハーバード大学卒業 後、家業の鉛筆製造業、教師、測量の仕事などにも従事したが、生涯を通じて定職につかず、やがて学生時代に熟読した『自然』の著者で超絶主義者のラルフ・エマソンらと親交を結んだ。
自費出版した処女作『コンコード川とメリマック川の一週間』（1849年）は、若くしてこの世を去った兄とのボート旅行をまとめた随想で、当時の社会には全く受け入れられなかった。
ウォールデン池畔の森の中に丸太小屋を建て、自給自足の生活を2年2か月間送る。代表作『ウォールデン 森の生活』（1854年）は、その記録をまとめたものであり、その思想は後の時代の詩人や作家に大きな影響を与えた。

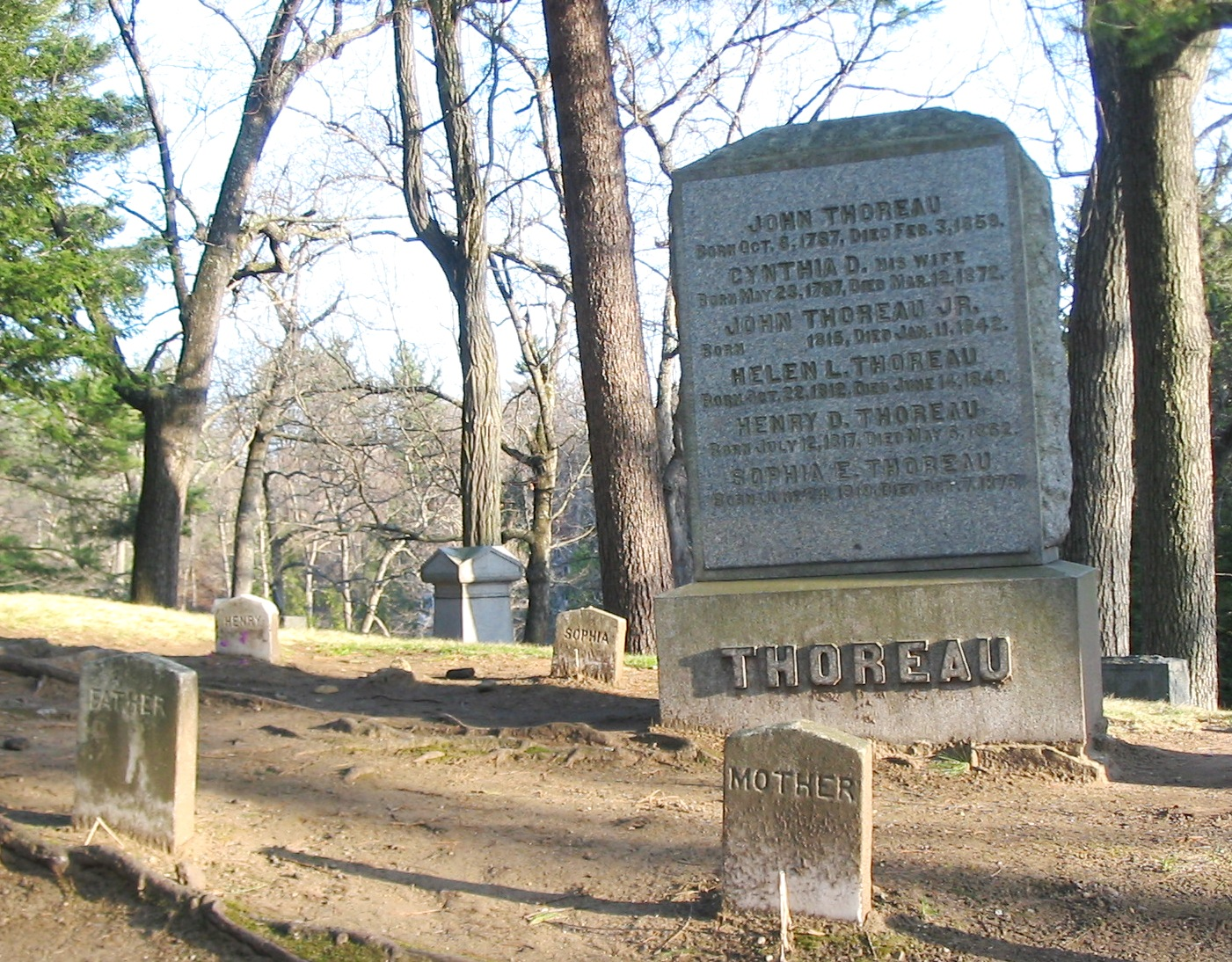
コンコード市のソロー一家の墓

1855年頃から体調を崩し、その後も野外での活動を継続したが、1861年12月頃から体調が悪化し、1862年5月6日、結核の為コンコードで44歳で死去した。コンコードのスリーピー・ホロー墓地に一家と共に埋葬されている。
自身の没後に『メインの森』（1864年）や『コッド岬』（1865年）などの旅行記や、自然誌エッセー、日記、書簡集等、数多くの作品が出版されている。ソローの作品は、人間と自然との関係をテーマにしたものが多く、自然文学、今で言うネイチャーライティングの系譜に位置づけられる。
多くの著作に現在の生態学に通じる考え方が表明されており、アメリカにおける環境保護運動の先駆者としての評価も確立されている。日本においてもアウトドア愛好家などに信奉者が多い。
ソローは1846年にメキシコ戦争が始まると、戦争に加担するマサチューセッツ州の人頭税の支払いを拒否して投獄されたことがあり（叔母が人頭税を払ったためわずか1日で釈放された）、その様子は「市民的不服従」の思想としてマハトマ・ガンディーのインド独立運動やキング牧師の市民権運動などに思想的影響を与えた。また、現代アメリカにおいて一部の保守主義者の間ではティーパーティー運動の思想的な先駆者であると見做され、良心的納税拒否の点から信奉する者もおり、多くの名言を残した。
また、「マサチューセッツ州の奴隷制度」（1854年）という講演では奴隷制度に反対を表明し、1857年に奴隷解放論者ジョン・ブラウンに出会うとその態度を強めた。
日本では、代表作『ウォールデン 森の生活』は、明治44年（1911年）に水島耕一郎によって翻訳出版され、（100年以上経た）21世紀の現在に至るまで、多くの訳書が刊行され代表的な翻訳は十数冊（抜粋訳等を含めると約30冊）ある。原書のペーパーバック版・翻訳の文庫本も容易に購入できる。

## 主要作品
- Aulus Persius Flaccus (1840)[3]
- The Service (1840)[4]
- A Walk to Wachusett (1842)[5]
- Paradise (to be) Regained (1843)[6]
- The Landlord (1843)[7]
- Sir Walter Raleigh (1844)
- Herald of Freedom (1844)[8]
- en:Wendell Phillips Before the Concord Lyceum (1845)[9]
- Reform and the Reformers (1846–48)
- en:Thomas Carlyle and His Works (1847)[10]
- コンコード川とメリマック川の一週間 (1849)[11]
山口晃訳『コンコード川とメリマック川の一週間』而立書房、2010年
- 市民的不服従 (ソローの論文)（英語版） , or Civil Disobedience, or On the Duty of Civil Disobedience (1849)[12]
飯田実訳『市民の反抗――他五篇』岩波文庫、1997年
山口晃訳『一市民の反抗――良心の声に従う自由と権利 』文遊社、2005年
佐藤雅彦訳『ソローの市民的不服従――悪しき「市民政府」に抵抗せよ』論創社、2011年
- An Excursion to Canada (1853)[13]
- Slavery in Massachusetts (1854)[14]
- ウォールデン 森の生活 (1854)[15]
佐渡谷重信訳『ウォールデン』講談社学術文庫、1991年
飯田実訳『森の生活――ウォールデン〔上・下〕』岩波文庫、1995年／同ワイド版・岩波書店、2001年
真崎義博訳『森の生活――ウォールデン』宝島社、1995年、新版2005年／文庫版、1998年、新版2002年
酒本雅之訳『ウォールデン――森で生きる』筑摩書房・ちくま学芸文庫、2000年
今泉吉晴訳『ウォールデン――森の生活』小学館、2004年／小学館文庫〔上・下〕、2016年
田内志文訳『ウォールデン――森の生活』角川文庫、2024年
- A Plea for Captain John Brown (1859)[16]
- Remarks After the Hanging of John Brown (1859)[17]
- The Last Days of John Brown (1860)[18]
- Walking (1862)[19]
大西直樹訳『ウォーキング』春風社、2005年
山口晃訳『歩く』ポプラ社、2013年
- Autumnal Tints (1862)[20]
- Wild Apples: The History of the Apple Tree (1862)[21]
- The Fall of the Leaf (1863)[22][23]
- Excursions (1863)[24]
- Life Without Principle (1863)[25]
山口晃訳『生き方の原則――魂は売らない』文遊社、2007年
- Night and Moonlight (1863)[26]
- The Highland Light (1864)[27]
- The Maine Woods (1864)[28][29] Fully Annotated Edition. Jeffrey S. Cramer, ed., Yale University Press, 2009
大出健訳『メインの森』冬樹社、1988年
小野和人訳『メインの森――真の野性に向う旅』金星堂 1992年／講談社学術文庫、1994年
- Cape Cod (1865)[30]
飯田実訳『コッド岬』工作舎、1993年、新版、2017年
齊藤昇訳『コッド岬　浜辺の散策』平凡社ライブラリー、2023年
- Letters to Various Persons (1865)[31]
- A Yankee in Canada, with Anti-Slavery and Reform Papers (1866)[32]
- Early Spring in Massachusetts (1881)
H・G・O・ブレーク編、山口晃訳『ソロー日記　春』彩流社、2013年
- Summer (1884)[33]
H・G・O・ブレーク編、山口晃訳『ソロー日記　夏』彩流社、2015年
- Winter (1888)[34]
H・G・O・ブレーク編、山口晃訳『ソロー日記　冬』彩流社、2018年
- Autumn (1892)[35]
H・G・O・ブレーク編、山口晃訳『ソロー日記　秋』彩流社、2016年
- Miscellanies (1894)[36]
- Familiar Letters of Henry David Thoreau (1894)[37]
- Poems of Nature (1895)[27]
- Some Unpublished Letters of Henry D. and Sophia E. Thoreau (1898)[27]
- The First and Last Journeys of Thoreau (1905)[38][39]
- Journal of Henry David Thoreau (1906)[40]
- The Correspondence of Henry David Thoreau edited by Walter Harding and Carl Bode (Washington Square: New York University Press, 1958)[41]
- Poets of the English Language (Viking Press, 1950)[要出典]
- I Was Made Erect and Lone[42]
- The Bluebird Carries the Sky on His Back (Stanyan, 1970)[43]
- The Dispersion of Seeds published as Faith in a Seed (Island Press, 1993)[44]
伊藤詔子訳『森を読む――種子の翼に乗って 』宝島社、1995年
- The Indian Notebooks (1847–1861) selections by Richard F. Fleck
- 『アメリカ古典文庫〈4〉――H・D・ソロー』研究社出版、1977年

木村晴子・島田太郎・斎藤光訳、亀井俊介解説
- 小野和人訳『月下の自然――夜の散歩と思索のエッセイ』金星堂、2008年
- 岩政伸治訳『ソロー語録』文遊社、2009年
- 山口晃訳『ソロー博物誌』 彩流社、2011年
- 増田沙奈・星野響訳『孤独は贅沢――ひとりの時間を愉しむ極意』興陽館、2017年
- ダドリー・ラント編、真崎義博訳『ザ・リバー』宝島社、1993年
- ブラッドレイ・ディーン編、伊藤詔子・城戸光世訳『野生の果実――ソロー・ニュー・ミレニアム』松柏社、2002年

### 文章
- ソロー ヘンリー・デイビッド：作家別作品リスト - 青空文庫
- Political & Philosophical Excerpts from Thoreau's Journals
- Reflections on a Child's Water Wheel—an Excerpt from Thoreau's 1848 Journal
- Scans of Thoreau's Land Surveys at the Concord Free Public Library
- Henry David Thoreau Online—The Works and Life of Henry D. Thoreau
- Works by Thoreau at Open Library
- Walden Woods  The Writings of Henry David Thoreau: The Digital Collection - ウェイバックマシン（2016年6月22日アーカイブ分）
- Browse Princeton Catalog in Writings of Henry D. Thoreau - ウェイバックマシン（2014年10月19日アーカイブ分）